# Джон Локк (Остаться в живых)
Джо́натан (Джон) Локк (англ. John Locke) — один из главных героев телесериала «Остаться в живых».
Локк предстаёт в первом сезоне как таинственный, интеллектуальный и храбрый персонаж с навыками выживания в дикой природе, охоты и слежки, но при этом Локк наивен и очень внушаем. Во втором и третьем сезоне врал, что он бывший полковник морского флота. С 1 по 3 сезоны, в отсутствие Джека, брал лидерство на себя, но ровно до того момента пока не стало ясно, что Локк вконец обезумел из-за нежелания покидать Остров. Он верит в мистику и особую силу Острова, так как до крушения Джон был прикован к инвалидному креслу, а после падения его позвоночник заработал.
Персонаж назван в честь английского философа.

## Биография

### До авиакатастрофы
Джон родился раньше срока 30 мая 1956 года. Мать — Эмили Локк. Отец — Энтони Купер. Локка отдали под опеку государства. Он родился недоношенным после того, как мать попала под машину на шестом месяце беременности. Он рос в многочисленных приемных семьях. В одной из них он пережил смерть сестры, Дженни. У её матери началось психическое расстройство, которое прекратилось только когда к ним в дом пришла собака, которая стала жить у них и спать в кровати Дженни. В детстве к Джону приходил Ричард Алперт и проводил тест на определение способностей. Он разложил перед мальчиком различные вещи (книга, компас, нож и прочее) и попросил выбрать, ту коротая «уже принадлежит ему». Ричард посчитал, что Джон не прошёл тест, потому что выбрал нож.
Гораздо позже, к уже взрослому Локку, работавшему в магазине игрушек, пришла женщина, которая утверждала, что она — его мать. Заинтересованный в личности своих родителей, Локк нанимает частного детектива, который находит настоящего отца Локка, Энтони Купера. Купер тепло встречает Джона, они охотятся вместе. Локк случайно узнает, что отцу требуется трансплантация почки. Локк становится его донором, но после операции Купер сразу покидает больницу, ничего не сказав Джону и больше не желая его знать. Оказывается, Купер подстроил все так, чтобы Джон самолично отдал ему почку, об этом ему рассказывает его мать Эмили. («Что таят джунгли», 19-я серия 1-го сезона)
Подавленный Локк посещает группу психологической поддержки, где встречает женщину по имени Хелен. Хелен помогает избавиться ему от тягостных воспоминаний об отце. Локк устраивается на новую работу. Джон и Хелен начинают встречаться, а затем живут вместе. Локк хочет жениться на Хелен, когда узнаёт, что его отец погиб.
На похоронах Купера Локк говорит, что прощает отца. На кладбище он замечает слежку. Позже к Локку домой приходят два человека, которые расспрашивают его о Купере; они уверены, что он инсценировал собственную смерть. Однажды, по работе Джон проверяет дом (дом принадлежит возлюбленной Саида — Надии) и встречает Купера, который говорит, что обманул тех двоих людей, присвоив их 700 тысяч долларов, которые теперь лежат на депозитном счету, и просит Локка снять эти деньги. Он неохотно соглашается и делает это втайне от Хелен. При передаче денег Хелен видит его вместе с отцом и бросает Локка.
Чтобы убежать от прошлого, Локк присоединяется к коммуне, которая выращивала марихуану. Однажды он подбирает на дороге попутчика и привозит того в коммуну. Через 6 недель он узнаёт, что этот человек — офицер полиции под прикрытием. По приказу коммуны Джон ведёт его в лес, чтобы убить, но отпускает.
Джон покидает коммуну и живёт один. Однажды к нему приходит молодой человек, который спрашивает его о мужчине по имени Адам Севард, который хочет жениться на его богатой матери, и вероятно, это тот самый человек, которому Локк пожертвовал свою почку. Локк понимает, что речь идёт о Купере, который проворачивает очередную аферу. Он находит отца в свадебном магазине и требует от него, чтобы он отменил свой брак и уехал из города. На следующий день к Локку приходят детективы и сообщают о смерти человека, приходившего к Локку. Джон приходит к Куперу выяснить правду о смерти парня. Тот говорит, что богатая женщина после гибели её сына совершенно разбита и решила отменить свадьбу. Локк хочет позвонить этой женщине, чтобы удостовериться в этом, в тот же миг Купер бросается на него и выкидывает из окна с 24-метровой высоты. После падения к Локку подходит странный мужчина и просит прощения за то, что Джону пришлось пройти через это. Локк выжил, но получил травму позвоночника, которая приковала его к инвалидному креслу.
После Локк находит работу в упаковочной компании, принадлежащей Хёрли, там он подвергается постоянным насмешкам со стороны босса Рэнди. Локк отправляется в тур в Австралию, но там ему отказывают, видя, что он инвалид. Ему приходится вернуться в США, он покупает билеты на рейс 815.

### На острове

#### Сезон 1
После крушения Локк чудесным образом излечивается. Навыки выживания Локка притягивают к нему Уолта, что не нравится его отцу Майклу. Во время охоты на кабана Локк первый раз встречается с чёрным дымом, но никому об этом не говорит. Он идёт вместе с Джеком, Кейт и Чарли к пещерам, где узнаёт о наркозависимости Чарли. Он помогает ему преодолеть тягу к героину.
Когда Саид пытается засечь сигнал Руссо, Локк оглушает его, разбивает приёмник и говорит Саиду, что в этом виноват тот, кто не хочет уезжать с острова, наводит тем самым подозрения на Сойера. После похищения Клэр Джон вместе с Джеком, Кейт и Буном отправляется на её поиски.
Однажды Бун и Джон находят люк и пытаются его открыть. Следуя указаниям из сна, Локк отводит Буна в джунгли и находит там самолёт, застрявший на дереве несколько лет назад. Ноги Локка отказывают, поэтому в самолёт поднимается Бун. Самолет срывается на землю и придавливает Буна, Локку удаётся подняться на ноги и дотащить Буна до лагеря. Он не говорит Джеку о причинах случившегося, а убегает к люку и в отчаянии стучит в него, пока внутри не зажигается свет. Локк возвращается на пляж на похороны Буна. Он рассказывает о люке Саиду и Джеку.
Когда Руссо приходит на пляж и сообщает о приближении Других, он вместе с ней, Джеком, Кейт, Хёрли и Арцтом отправляется к «Чёрной скале» за динамитом. На обратном пути на него нападает дымный монстр, но Джек и Кейт спасают Локка. После возвращения к люку Локк подрывает его при помощи динамита, несмотря на просьбы Хёрли не делать этого, так как на люке выгравированы злосчастные числа: 4 8 15 16 23 42.

#### Сезон 2
Локк и Кейт первыми спускаются в бункер. Спустившись, Локк оказывается на мушке у Дэзмонда, который живет там уже около трёх лет. Он смотрит видеоинструктаж вместе с Джеком. Когда Десмонд сбегает, а Саиду удается восстановить компьютер Локк настаивает на том, что надо вводить числа.
Локк даёт уроки стрельбы Майклу, который потом сбегает, чтобы спасти сына из рук Других, заперев Локка и Джека в оружейной. Когда их находит Сойер, они втроём отправляются в погоню, но встречают Других и возвращаются назад в обмен на безопасность Кейт.
Джон подозревает, что Чарли снова употребляет наркотики, а после того, как тот пытается крестить сына Клэр — Аарона, избивает его и становится на защиту Клэр. После нападения на Сун, Локк и Джек ссорятся из-за оружия и Сойер похищает его.
После прибытия «Генри Гейла», Локк держит того в пустой оружейной. Когда Локк не успевает нажать на кнопку, он видит карту со знаком вопроса, нарисованную специальной краской на двери компьютерной комнаты. Когда выясняется что «Генри» — не тот, за кого себя выдает и что он не вводил числа, Локк теряет веру в Остров.
После убийства Анны-Люсии, он с Эко отправляется в джунгли и ищет знак вопроса, который видел на схеме на двери. Они находят символ прямо под самолетом, в котором погиб Бун, а под землёй — станцию «Жемчужина»; после просмотра инструктажа Эко продолжает вводить числа, несмотря на протесты со стороны Локка. Мистер Эко выгоняет Джона из бункера.
Когда на остров возвращается Десмонд, Локк с его помощью отрезает Эко от компьютера и ждёт пока счётчик дойдет до нуля. Когда время заканчивается и все в бункере начинает трястись, Локк понимает, что ошибался. Он находится в бункере, когда Дезмонд поворачивает ключ и люк взрывается.

#### Сезон 3
На следующий день Локк приходит в сознание в джунглях, потеряв дар речи. Он строит баню, внутри, приняв галлюциногены, он видит Буна, который просит его спасти мистера Эко. Локк и Чарли отправляются в джунгли, где спасают Эко из логова белого медведя и возвращают в лагерь. Джон объявляет, что пойдет спасать Джека, Кейт и Сойера из рук Других. На следующий день он ведёт Десмонда, Саида, Никки и Пауло на станцию «Жемчужина», где через одну из камер наблюдения они видят человека (это Михаил Бакунин со станции «Пламя»). Услышав шум наверху, он поднимается наверх, где видит умирающего Эко от ран дымового монстра. На похоронах мистера Эко Локк видит надпись на его палке, которая направляет его на север.
Когда Кейт с Сойером возвращаются на пляж, Локк вместе с ней и Саидом отправляются в джунгли за Руссо. Вместе они находят станцию «Пламя». Обыграв компьютер станции в шахматы, он вводит «код 77» и случайно подрывает станцию. Добравшись до деревни Других и встав перед защитным звуковым барьером, он толкает на него Михаила для проверки. Подобравшись к лагерю Других, он видит Джека, разговаривающего с Томом. Этой же ночью Локк проникает в дом Бена и отправляется к подлодке с Алекс на мушке. Использовав взрывчатку С4, выкраденную со станции «Пламя», Локк взрывает субмарину. Это происходит на глазах Бена, Джека и остальных Других. Подрыв лодки не очень расстраивает Бена. Другие отводят Локка в комнату, в которой сидит его отец — Энтони Купер.
Локку предлагают присоединиться к Другим, он соглашается. Среди Других он встречает Синди Чендлер, выкраденную Другими еще в первые 48 дней после крушения. Она говорит, что все очень взбудоражены его появлением. Этой же ночью, Бен приказывает Локку убить своего отца, чтобы окончательно присоединиться к другим. Локк не способен сделать этого и Бен с лагерем оставляют его; Бен говорит, что он может к ним вернуться только с трупом отца. До ухода, Ричард сообщает, что среди разбившихся есть отличная кандидатура на роль убийцы Купера. Джон возвращается на пляж и берет Сойера с собой на «Чёрную скалу», где запирает его в одной комнате с Купером. Оказывается Купер еще в молодости провел аферу из-за которой, Сойер потерял своих родителей. Когда Сойер убивает Энтони Купера, Локк отдаёт ему выкраденный у Бена диктофон с голосом Джульет и сообщает, что она шпионка от Других. Он относит труп Купера на новую стоянку Других, где заставляет Бена отвести себя к Джейкобу. Бен соглашается и отводит Джона в заброшенную хижину.
В хижине Джон не верит Бену (Бен имитирует разговор с невидимым Джейкобом), он включает фонарик, что приводит все предметы внутри в движение. Уходя он слышит голос: «Помоги мне». Обратно Бен ведет Локка другой тропой, мимо ямы со скелетами сотрудников ДХАРМА. Поняв намерения Бена, Локк выхватывает нож, но Бен стреляет в него и оставляет в яме.
Очнувшись, Локк хочет покончить жизнь самоубийством, но перед ним появляется Уолт, который говорит, что у Джона есть незаконченные дела. Локк идёт к радиовышке, где ранит ножом Наоми, прибывшую на корабле на Остров. Он пытается отговорить Джека от использования её телефона, но у него ничего не получается, и он уходит.

#### Сезон 4
Джон уверяет выживших, что люди с корабля хотят их убить, и в результате половина лагеря отправляется с Джеком на пляж, а половина — с Локком, в том числе и Бен. На остров с вертолета спускаются люди с корабля, одна из них — Шарлотта, попадает в плен к Локку.
Локк решает отправиться туда, где жили Другие, но люди Чарльза Уидмора с корабля приходят туда. За Шарлоттой приходят Саид и Кейт, а также один из корабля — Майлз. Саид забирает Шарлотту к вертолету, остальные остаются с Локком. Группа узнает, что прибывшим нужен Бен, а остальных просто убьют. Локк освобождает Бена от оков и делает его просто ещё одним членом группы, а не пленным. После стычки с наёмниками и убийства Алекс, группа снова делится. Джон, Бен и Хёрли отправляются на поиски Джейкоба. В хижине Локка встречает отец Джека Кристиан и Клэр. Оказывается Джейкоб принял образ Кристиана и говорит, что Локку нужно переместить остров. Он рассказывает это Бену и ведет на станцию «Орхидея».
Бен и Джон прибывают на станцию, где сталкиваются с Кими, главарём наемников. У него «датчик мертвеца»: если пульс замедлится, то на корабле сработает детонатор. Бен в порыве гнева за то, что Кими убил Алекс, нападёт на него с ножом, Локк пытается остановить кровь, но безуспешно (корабль взрывается). После этого Бен показывает Джону инструкцию по работе на «Орхидее», а сам организует подрыв стены, что бы пробраться в подземелье к колесу. Бен отправляет Локка к Другим и перемещает остров.
После спасения,находясь в Лос-Анджелесе, Джек приходит на поминальную службу. В гробу лежит Джон Локк.

### После Острова

#### Сезон 5
После перемещения людям на острове становится очень тяжело физически. Они перемещаются из прошлого в будущее или настоящее и обратно. В одном из перемещений, Локка находит Ричард и дает советы о том, как действовать дальше. Когда Локк встречает остальных выживших, они отправляются на станцию «Орхидея». После очередной вспышки, они оказываются в прошлом, где вместо станции только колодец. Джон спускается туда, но в это время вновь случается вспышка, колодец исчезает, а Джон падает с большой высоты в подземелье и ломает ногу. Там его встречает "человек в черном" в образе Кристиана и говорит, что Джон должен исправить, то что сделал Бен. Колесо соскочило с оси и поэтому остров постоянно перемещается. Кроме того, Локк должен вернуть спасшихся с острова обратно, но для этого ему нужно принести жертву и встретиться с Элоиз Хоукинг.
Локк чинит колесо и телепортируется в Тунис (в то же место, куда и Бен до этого). Его находят местные жители и отправляют в полевую больницу. Там его навещает Чарльз Уидмор. Он рассказывает, что был лидером Других до прихода Бена и просит помочь спасти Остров. В помощь он подставляет к нему водителя — Мэттью Аббадона (Аббадон, кроме этого, приходил к Локку после перелома позвоночника, а также к Хёрли в лечебницу после спасения с острова). Они путешествуют по миру, в Нью-Йорке он навещает Уолта Ллойда, тот говорит, что видел Локка вчера во сне. Остальные выжившие отказываются вернуться на остров. Джон отчаивается и решает повеситься. Его останавливает Бен, но услышав про Элоиз, душит Джона и обставляет все как самоубийство («Жизнь и смерть Джереми Бентама», 7-я серия 5-го сезона).

### Возвращение на Остров
5 сезон
Локк воскресает на острове. Вместе с новыми выжившими они попадают на остров со станцией «Гидра». Локк и Бен воссоединяются с Другими. Джон просит Ричарда о встрече с Джейкобом. Во время встречи Джейкоб погибает от рук Бена.
Новые выжившие с рейса 316 во главе с Иланой привозят закрытый железный ящик к Другим; их встречает Ричард, и ему показывают, что в железном ящике находится труп Джона Локка. Становится понятно, что тот Локк, который пошёл убивать Джейкоба — конкурент Джейкоба, который сидел с ним на пляже (предположительно в 1845 году, незадолго до крушения Чёрной Скалы), а настоящий Джон Локк мёртв («Инцидент», 16-я и 17-я серии 5-го сезона).
В 6-м сезоне Локк был похоронен на пляже. Бен говорит, что Джон лучший из людей и что, он сожалеет, что убил Локка. («The Substitute»)

### В альтернативной реальности

#### 6 сезон
На выходе с самолета в Альтернативной реальности Джон Локк знакомится с хирургом Джеком Шепардом. Локк также, как в классической реальности, в инвалидной коляске и не может ходить. Джек даёт Локку свою визитку и они расходятся. В этой реальности Локк по-прежнему работает в конторе, но его начальник Рэнди увольняет его, и на выходе Джон встречается с Хьюго Рейесом, который оказался владельцем этой компании. Хьюго отправляет Локка в агентство по найму, также принадлежащее ему. В агентстве Роуз Нэдлер направляет его в школу на работу учителем. Там Локк знакомится с Бенжамином Лайнусом — учителем истории Европы. Также в этой реальности у Джона есть невеста Хелен Норвуд.
Вскоре Джона сбивает Десмонд Хьюм, который вспомнил свою настоящую жизнь из классической временной линии. В больнице, когда санитары перевозили Локка, рядом перевозили Сун Квон. Увидев его, она стала кричать «Это он! Это он!» Оперировать Локка стал Джек Шепард. После операции Джек сказал, что может поставить Джона на ноги, но Локк отказался от этого. Пытаясь найти причину отказа Локка, Джек находит отца Локка — Энтони Купера, который оказался парализован. Позже Локк рассказал, что они с отцом летели на самолёте, который пилотировал Джон, и самолёт потерпел крушение, из-за чего сам Локк оказался в инвалидном кресле, а его отца парализовало.

## Терри О’Куинн о своём персонаже Джоне Локке
Из интервью Associated Press по окончании третьего сезона:
«Associated Press: Чего нам ждать от Джона Локка?
О’Куинн: Он будет пытаться понять, кто же эти новоприбывшие, какова их миссия, поскольку Джон чётко знает, что это — не спасатели, и, памятуя о словах Бена о шпионе на корабле, он будет пытаться понять, кто же это и что происходит. Он верит, что его предназначение — защищать остров. И он будет делать всё для защиты.
Associated Press: А как это отразится на характере персонажа и его развитии?
О’Куинн: У Джона своя философия. Когда вы убеждены в том, что поступаете верно, у вас появляется уверенность в том, что вы впрямь можете сделать абсолютно все, только на основании этой уверенности в собственной правоте. Вы чувствуете себя боссом, вы становитесь опасным. Вы можете быть жестоким. Даже тираном. Будущее покажет.
Associated Press: А не начинают ли проявляться при этом нотки сумасшествия?
О’Куинн: Вопрос не в том, находится ли он „на грани“, а вот, где эта самая грань находится, и как далеко он готов зайти, в чём он заблуждается, а в чём прав на все 100 процентов, где нужно остановиться, а где — идти вперёд. Я не знаю наверняка.
Associated Press: Вы сказали, что Локк, нажимающий на кнопку — удручающее зрелище. А что вы можете сказать о теперешнем персонаже?
О’Куинн: Мне нравится теперешний расклад. Хотя при просмотре следующих нескольких эпизодов и может сложиться впечатление, что он запутался, не знает, что делать. Но это — его манера поведения. Он находит что-то, это заставляет его двигаться дальше, он словно сталкивается с некоей преградой, он ждет, что будет дальше, ожидание его раздражает, он теряет терпение, но потом нечто происходит — и он движется дальше. За этим интересно наблюдать — хотя местами, возможно, и нет, иногда это расстраивает, но именно это сейчас происходит с его персонажем.
Associated Press: Говорят, между вами и сценаристами возникли разногласия?
О’Куинн: Да, в конце третьего сезона, когда Локк метнул нож в спину Наоми, тогда я сказал: „Это задевает меня, это нетипичный поступок для Локка, это так непохоже на него, это абсурд“ У меня тогда был серьёзный разговор с Деймоном Линделофом и Карлтоном Кьюзом, они сказали мне: „Смотри, Локк верит, что поступает верно. Его жизнь вне опасности, но взамен он получает инструкции к действию. Он верит, что Наоми — самый опасный человек, находящийся в данный момент на острове, и он совершает то, что совершает. Просто сделай это“. В ответ я спросил: „Ну если я метну нож в спину Наоми, то могу я ещё и выстрелить Джеку в колено.. или ещё куда-нибудь?“»
Из интервью «Сезон охоты» (Paul Terry, Lost Magazine):
«Я люблю верить в мистическое. Как и Локк, я хочу верить в магию. Он ищет объяснение, и, я надеюсь, мы его не упустим. Мы пробыли там достаточно долго, и иногда — и некоторым из нас об этом нужно напоминать — здесь опасно. Знаете, мало ли что может случиться в джунглях. Это может случиться всегда и это может случиться мгновенно, поэтому следует стоять на цыпочках. В Локке мне нравится ожидание чуда. Хочется верить, что есть вокруг нас вещи, которые нельзя объяснить, что если открыть глаза в определённом направлении, мы могли бы увидеть или почувствовать. Я верю, что нужно об этом попросить и постоянно развивать. Нужно напоминать себе, что каждый, кого ты встретишь, мог бы быть знаком, чем-то существенным.»
Из интервью Валерию Рукобратскому, корреспонденту «Комсомольской правды» — 06.02.2010:
«Я, конечно, скучаю по тому парню, который мог давать людям мудрые советы. Но Джон и до смерти своей был не самым простым человеком, чтобы всем кому ни попадя нравиться. Он же не доллар, чтобы всем нравиться?»